# Kaple svatého Václava (Praha 4 – Krč)
Kaple svatého Václava v Praze–Krči je nemocniční kaple v areálu Thomayerovy nemocnice v Praze 4–Krči.

## Historie

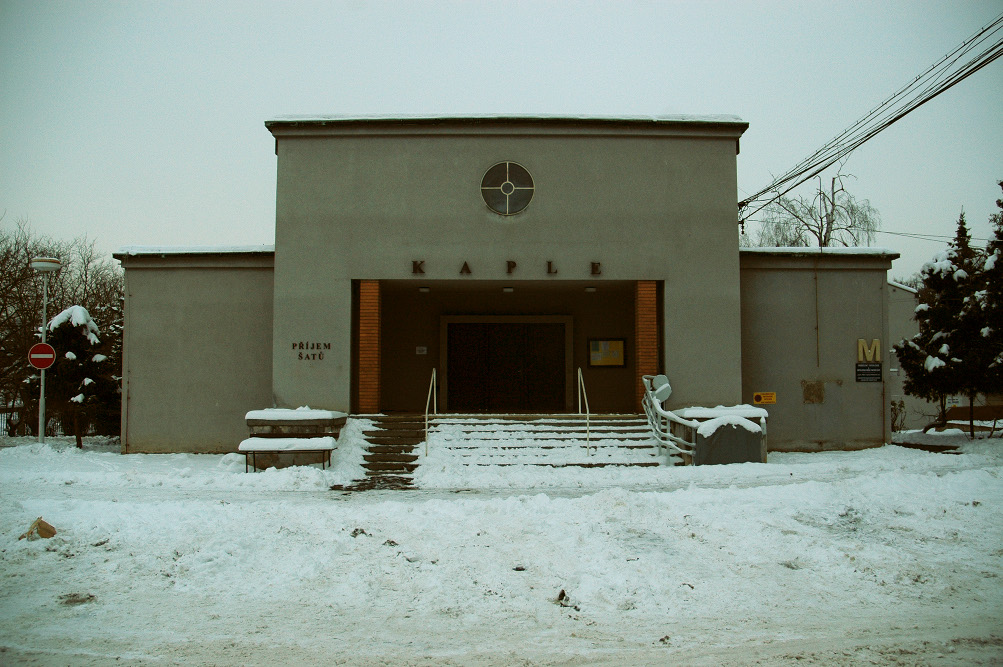
Kaple v zimním období

Stavba kaple byla provedena ve funkcionalistickém slohu společně s výstavbou Masarykových domů v letech 1926 až 1928, pozdější Thomayerovy nemocnice v bývalé Horní Krči.

## Duchovní a ostatní služby
Kaple spadá pod farnost u kostela Panny Marie Královny míru na nedaleké Lhotce. Sídlí zde také sbor Církve adventistů sedmého dne Praha – Krč

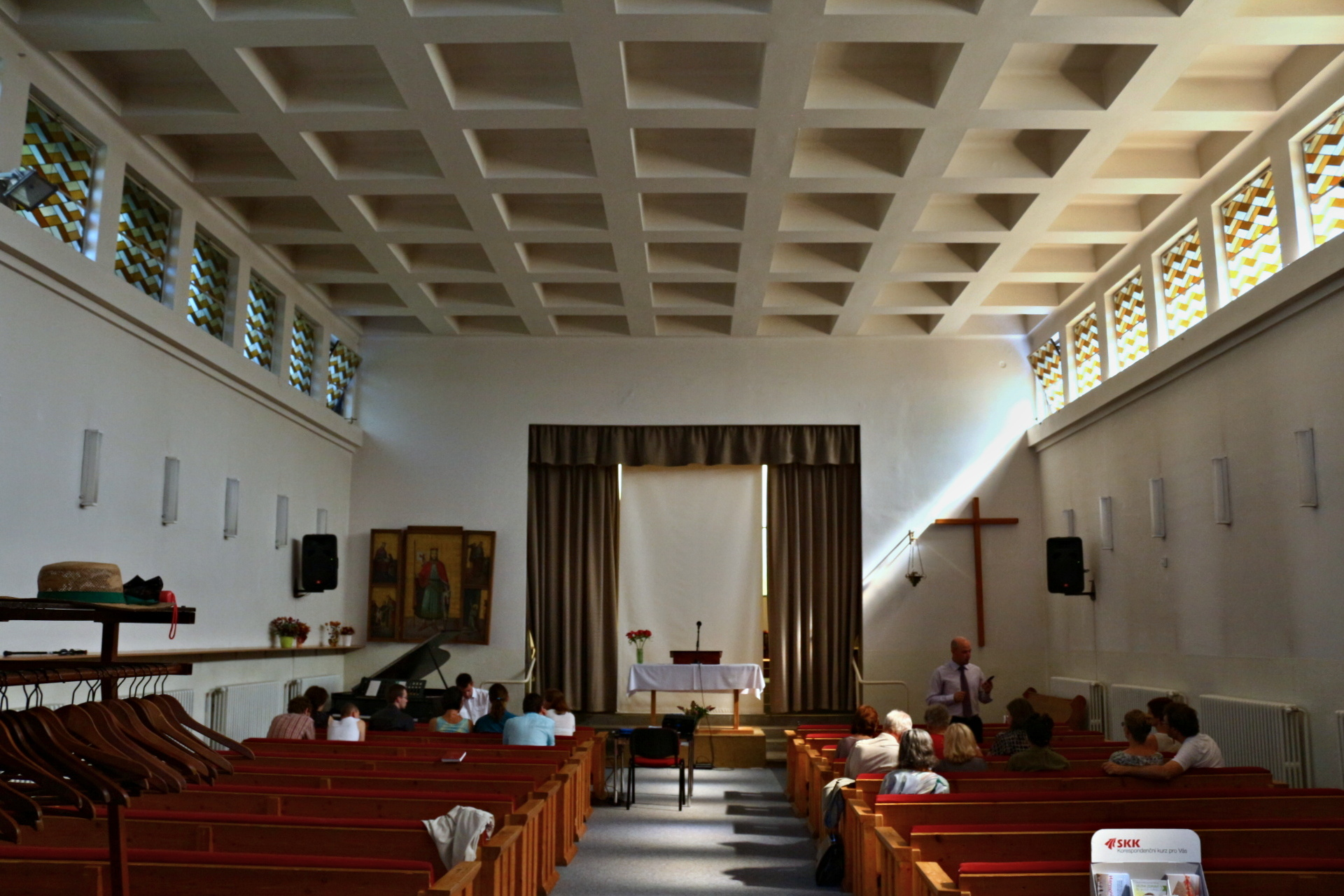
Interiér kaple

Pravidelné bohoslužby se zde konají o útercích od 15 hodin. Duchovní služby zajišťuje koordinátorka duchovní péče a nemocniční kaplanka Mgr. Doubravka Vokáčová. V kapli má svou zkušebnu pěvecký sbor Gabriel. Kaple je rovněž místem konání hudebních koncertů a dalších společenských akcí. Každoročně v říjnu ve dny výročí otevření krčské nemocnice se zde konají ekumenické bohoslužby.